# Alfonso al IV-lea de Leon
Alfonso al IV-lea  (n. 899 d.Hr., Regatul León – d. august 933 d.Hr., Q6021337⁠(d), Castilia și León, Spania), numit și Călugărul, a fost regele Leonului din 925 și regele Galiciei din 929, până la abdicarea sa din 931.
Când Ordono al II-lea a murit în 924, nici unul din fii săi nu au urmat la tronul Leonului, ci fratele său, Fruela al II-lea de Austria. Circumstanțele exacte ale succesiunii lui Fruela de la moartea sa sunt neclare, însă fiul lui Fruela, Alfonso Fróilaz, a devenit rege în cel puțin o parte a regatului. Sancho Ordóñez, Alfonso, și Ramiro, fiii lui Ordoño al II-lea, au pretins că sunt moștenitorii de drept și s-au răzvrătit împotriva vărului lor. Cu sprijinul regelui Jimeno Garcés din Pamplona, ei l-au condus pe Alfonso Fróilaz în marșurile de est a Austriei și au împărțit regatul între ei, Alfonso Ordóñez primind coroana Leonului și fratele său mai mare, Sancho, fiind rege al Galiciei.
Alfonso al IV-lea a abdicat pentru fratele său Ramiro, în 931 și s-a retras la o casă religioasă. Un an mai târziu, el a ridicat armele împreună cu fii lui Fruela, Ordono și Ramiro, împotriva propriului său frate, Ramiro. El a fost învins, orbit, și a fost trimis înapoi să moară în mănăstire de Sahagún. Alfonso a fost căsătorit cu Oneca Sánchez din Pamplona, nepoata aliatului său, Jimeno Garcés și fiica lui Sancho I de Pamplona de Toda din Navarra. El a avut doi copii: Ordoño al IV-lea de León și Fruela, care a fost implicat într-un litigiu al unui teren în timpul domniei lui Ramiro al III-lea de Leon.